# John McCarthy (nhà khoa học máy tính)
John McCarthy (4 tháng 9 năm 1927 - 24 tháng 10 năm 2011) là một nhà khoa học máy tính và nhà khoa học nhận thức người Mỹ. McCarthy là một trong những người sáng lập ra bộ môn trí tuệ nhân tạo. Ông đặt ra thuật ngữ " trí tuệ nhân tạo " (AI), phát triển họ ngôn ngữ lập trình Lisp, ngôn ngữ này ảnh hưởng đáng kể đến việc thiết kế ngôn ngữ lập trình ALGOL, chia sẻ thời gian và có ảnh hưởng rất lớn trong sự phát triển ban đầu của AI.
McCarthy dành phần lớn sự nghiệp của mình tại Đại học Stanford. Ông đã nhận được nhiều giải thưởng và danh dự, như Giải thưởng Turing cho những đóng góp của ông cho chủ đề AI năm 1971, Huân chương Khoa học Quốc gia Hoa Kỳ năm 1990 và Giải thưởng Kyoto năm 1988, cùng huân chương Benjamin Franklin năm 2003.

## Cuộc sống và con đường học vấn  thuở ban đầu
John McCarthy được sinh ra tại Boston, Massachusetts, vào ngày 4 tháng 9 năm 1927, có cha là người nhập cư là người Ailen và mẹ là người nhập cư Do Thái gốc Litva, John Patrick và Ida Glatt McCarthy. Gia đình buộc phải di dời thường xuyên trong cuộc Đại khủng hoảng, cho đến khi cha của McCarthy tìm được công việc, làm nhà tổ chức cho Công nhân Quần áo hỗn hợp ở Los Angeles, California. Cha anh đến từ làng chài Cromane ở County Kerry, Ireland. Mẹ ông mất năm 1957.
McCarthy thông minh xuất chúng, và tốt nghiệp trường trung học Belmont sớm hai năm. McCarthy được chấp nhận vào Caltech vào năm 1944.
McCarthy cho thấy năng khiếu sớm về toán học; khi còn ở tuổi thiếu niên, ông đã tự học toán đại học bằng cách nghiên cứu các sách giáo khoa được sử dụng tại Viện Công nghệ California (Caltech) gần đó. Kết quả là ông đã có thể bỏ qua hai năm đầu tiên của học tại học toán Caltech. McCarthy đã bị đình chỉ từ Caltech vì không tham gia các khóa học giáo dục thể chất. Sau đó, ông phục vụ trong Quân đội Hoa Kỳ và được nhận lại, nhận bằng Cử nhân toán học năm 1948.
Chính tại Caltech, ông đã tham dự một bài giảng của John von Neumann chính bài giảng này đã truyền cảm hứng cho những nỗ lực của ông trong tương lai.
McCarthy khởi đầu bằng việc hoàn thành nghiên cứu sau đại học tại Caltech trước khi chuyển đến Đại học Princeton. Ông đã nhận được bằng tiến sĩ. trong toán học từ tổ chức vào năm 1951 khi còn là học sinh của Solomon Lefschetz.

## Học vấn
Sau các buổi hẹn ngắn hạn tại Đại học Princeton và Stanford, McCarthy trở thành trợ lý giáo sư tại Dartmouth năm 1955.
Một năm sau, McCarthy chuyển đến MIT với tư cách là một nghiên cứu viên vào mùa thu năm 1956.
Năm 1962, McCarthy trở thành giáo sư chính thức tại Stanford, nơi ông ở lại cho đến khi nghỉ hưu năm 2000. Vào cuối những ngày đầu ở MIT, anh đã được các sinh viên của mình gọi một cách trìu mến là "Chú John".
McCarthy vô địch logic toán học cho trí tuệ nhân tạo.

## Những đóng góp trong khoa học máy tính

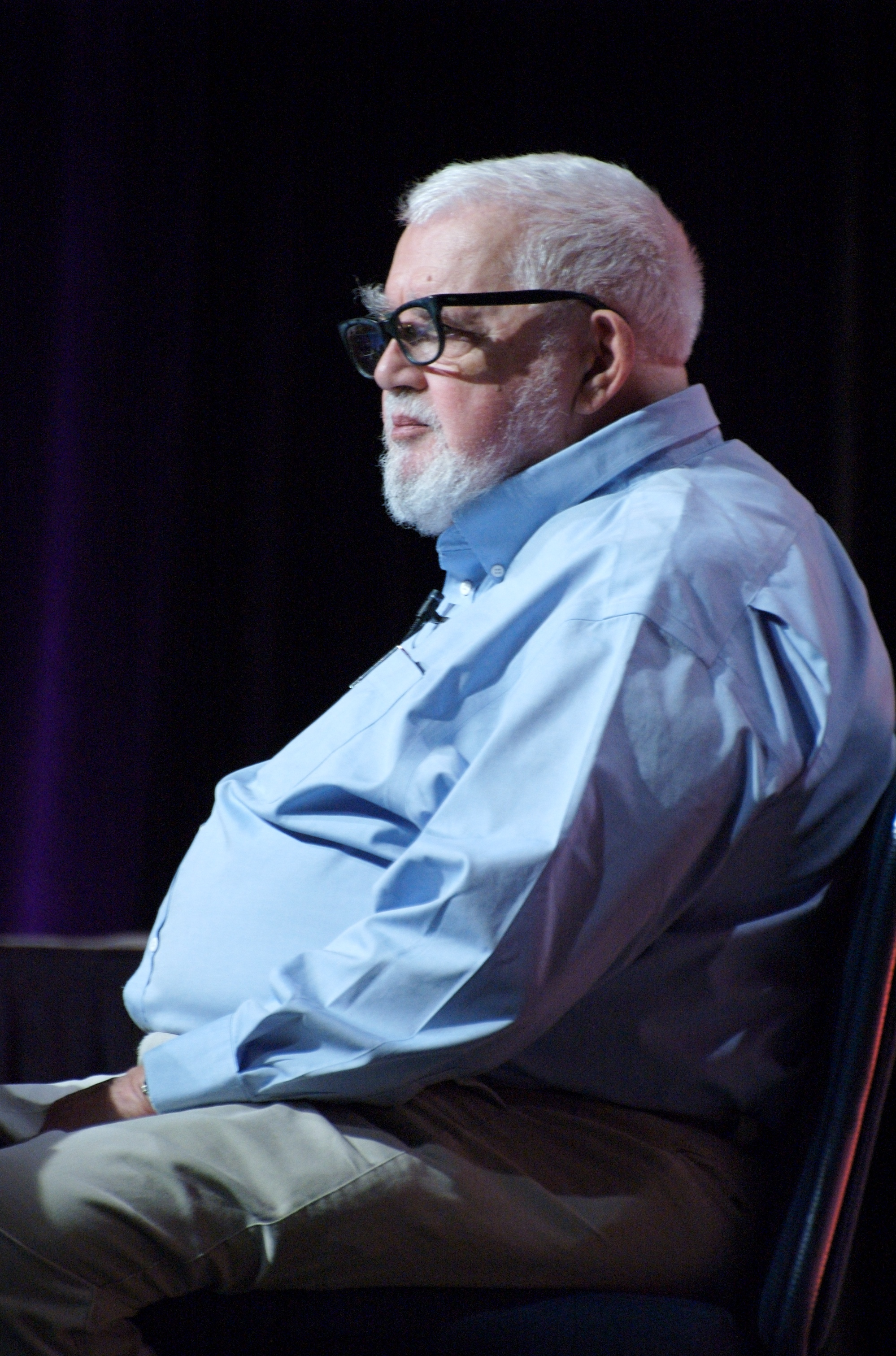
McCarthy năm 2008

John McCarthy là một trong những "cha đẻ" của trí tuệ nhân tạo, cùng với Marvin Minsky, Allen Newell và Herbert A. Simon. McCarthy đã đặt ra thuật ngữ "trí tuệ nhân tạo" vào năm 1955 và tổ chức Hội nghị Dartmouth nổi tiếng vào mùa hè năm 1956. Hội nghị này đã bắt đầu AI như một lĩnh vực. (Minsky sau đó gia nhập vào nhóm nghiên cứu với McCarthy tại MIT vào năm 1959.)
Năm 1958, ông đã đề xuất người đưa ra advice taker, điều này đã truyền cảm hứng cho công việc sau này về trả lời câu hỏi và lập trình logic.
John McCarthy đã phát minh ra Lisp vào cuối những năm 1950. Dựa trên tính toán lambda, Lisp sớm trở thành ngôn ngữ lập trình được lựa chọn cho các ứng dụng AI sau khi xuất bản năm 1960.
Năm 1958, McCarthy phục vụ trong hội đồng ACM Ad hoc với nhiệm vụ là một phần của hội đồng thiết kế ALGOL 60. Vào tháng 8 năm 1959, ông đã đề xuất việc sử dụng đệ quy và các biểu thức điều kiện, nó đã trở thành một phần của ALGOL.
Khoảng năm 1959, ông đã phát minh ra phương pháp được gọi là" garbage collection " để giải quyết các vấn đề trong Lisp.
Ông đã giúp thúc đẩy việc tạo ra Project MAC tại MIT khi ông làm việc ở đó.
Tại Đại học Stanford, ông đã giúp thành lập Phòng thí nghiệm AI của Stanford, trong nhiều năm là đối thủ thiện chí của Project MAC.
Năm 1961, có lẽ ông là người đầu tiên đề xuất công khai ý tưởng về utility computing, trong bài phát biểu kỷ niệm một trăm năm của MIT: công nghệ time sharing trên máy tính có thể dẫn đến một tương lai mà sức mạnh tính toán và thậm chí các ứng dụng cụ thể có thể được bán thông qua mô hình kinh doanh utility (như kinh doanh nước hoặc điện).  Ý tưởng về một máy tính hoặc tiện ích thông tin rất phổ biến vào cuối những năm 1960, nhưng đã bị phai mờ vào giữa những năm 1990.  Tuy nhiên, kể từ năm 2000, ý tưởng này đã xuất hiện trở lại trong các hình thức mới (xem nhà cung cấp dịch vụ ứng dụng, điện toán lưới và điện toán đám mây).
Năm 1966, McCarthy và nhóm của ông tại Stanford đã viết một chương trình máy tính được sử dụng để chơi một loạt các trò chơi cờ vua với các đối tác ở Liên Xô; Đội của McCarthy thua hai trận và hòa hai trận (xem Kotok-McCarthy).
Từ 1978 đến 1986, McCarthy đã phát triển phương pháp cắt vòng theo lý luận không đơn điệu.
McCarthy cũng được ghi nhận với việc phát triển một hình thức chia sẻ thời gian sớm.  Đồng nghiệp của ông, Lester Earnest  đã nói với Thời báo Los Angeles: "Internet sẽ không đến như được mong đợi cho đến khi ông John thực hiện việc phát triển các hệ thống chia sẻ thời gian.  Chúng tôi vẫn đang tiếp tục phát minh ra những khái niệm mới về chia sẻ thời gian.  Nó  đã được gọi là những máy chủ  . . .  Bây giờ chúng tôi gọi nó là điện toán đám mây.  Đó vẫn chỉ là chia sẻ thời gian.  John đã bắt đầu nó. " 
Năm 1982, ông John dường như đã có ý tưởng ban đầu về " đài phun không gian ", một loại tháp kéo dài vào không gian và được giữ thẳng đứng bởi lực bên ngoài của một luồng các viên đẩy từ Trái đất dọc theo một băng chuyền đưa các viên đạn về Trái đất (tải trọng sẽ đi băng chuyền lên trên).

## Các hoạt động khác
McCarthy thường bình luận về các vấn đề thế giới trên các diễn đàn Usenet. Một số ý tưởng cuảonogg có thể được tìm thấy trong trang Web bền vững của ông, "nhằm mục đích cho thấy rằng tiến trình vật chất của con người là mong muốn và bền vững". McCarthy là một người đọc sách nghiêm túc, một người lạc quan và là người ủng hộ tuyệt đối của tự do ngôn luận. Sự tương tác Usenet tốt nhất của ông có thể nhìn thấy trong kho lưu trữ rec.arts.books. Và John tích cực tham dự các bữa ăn tối ở SF Bay Area ở Palo Alto của những người đọc rab gọi là rab-fests. John tiếp tục bảo vệ những lời chỉ trích tự do liên quan đến những trò đùa dân tộc châu Âu tại Stanford.
McCarthy thấy tầm quan trọng của toán học và giáo dục toán học. Usenet.sig của ông trong nhiều năm là, "Ông là người bác bỏ khái niệm làm số học là sẽ phải chịu số phận vô nghĩa"; bìa giấy phép của anh ấy đọc, tương tự, "Làm số học hoặc cam chịu số phận vô nghĩa."  Ông khuyên 30 sinh viên tốt nghiệp tiến sĩ.
2001 truyện ngắn của ông "The Robot và Baby"  farcically khám phá câu hỏi liệu robot nên có (hoặc mô phỏng có) cảm xúc, và dự đoán các khía cạnh của văn hóa Internet và mạng xã hội đã trở nên ngày càng nổi bật trong thập kỷ tiếp theo.

## Cuộc sống cá nhân
McCarthy đã kết hôn ba lần. Người vợ thứ hai của ông là Vera Watson, một lập trình viên và nhà leo núi đã chết vào năm 1978 khi cố gắng mở rộng quy mô Annapurna I như một phần của cuộc thám hiểm toàn nữ do Arlene Blum tổ chức. Sau đó, ông kết hôn với Carolyn Talcott, một nhà khoa học máy tính tại Stanford và sau đó là SRI International.
McCarthy coi mình là người vô thần. Lớn lên như một người Cộng sản, ông trở thành một đảng Cộng hòa bảo thủ sau chuyến thăm hai ngày tới Tiệp Khắc năm 1968 sau cuộc xâm lược của Liên Xô. McCarthy qua đời tại nhà riêng ở Stanford vào ngày 24 tháng 10 năm 2011 

## Triết lý về trí tuệ nhân tạo
Năm 1979 McCarthy đã viết một bài báo  có tựa đề "Mô tả phẩm chất tinh thần cho máy móc". Trong đó, ông viết, "Máy đơn giản như máy điều nhiệt có thể nói là có niềm tin, và việc có niềm tin dường như là một đặc điểm của hầu hết các máy có khả năng giải quyết vấn đề." Vào năm 1980, nhà triết học John Searle đã trả lời với Luận cứ phòng nổi tiếng của Trung Quốc, việc không đồng tình với McCarthy và cho rằng máy móc không thể có niềm tin đơn giản vì họ không có ý thức (ông nói rằng máy móc thiếu "chủ ý", một thuật ngữ thường được sử dụng trong triết lý của tâm trí). Một lượng lớn văn học đã được viết để hỗ trợ cho nhiều phía.

## Giải thưởng và danh dự
- Giải thưởng Turing từ Hiệp hội Máy móc Máy tính (1971).
- Giải thưởng Kyoto (1988).
- Huy chương Khoa học Quốc gia (Hoa Kỳ) về Toán học, Thống kê và Khoa học Tính toán (1990).[34]
- Được giới thiệu là thành viên của Bảo tàng Lịch sử Máy tính "vì đồng sáng lập các lĩnh vực Trí tuệ nhân tạo (AI) và các hệ thống chia sẻ thời gian, và cho những đóng góp lớn cho toán học và khoa học máy tính". (1999) [35]
- Huy chương Benjamin Franklin về Khoa học Máy tính và Nhận thức của Viện Franklin (2003).
- Được giới thiệu vào Đại sảnh vinh danh AI của Hệ thống thông minh (2011), cho "những đóng góp quan trọng cho lĩnh vực AI và hệ thống thông minh".[36][37]
- Được mệnh danh là một trong những Anh hùng Kỹ thuật Stanford 2012.[38]

## Những ấn phẩm chính
- McCarthy, J. 1959. "Programs with Common Sense" at the Wayback Machine (archived ngày 4 tháng 10 năm 2013). In Proceedings of the Teddington Conference on the Mechanization of Thought Processes, 756-91. London: Her Majesty's Stationery Office.
- McCarthy, J. 1960. "Recursive functions of symbolic expressions and their computation by machine" at the Wayback Machine (archived ngày 4 tháng 10 năm 2013). Communications of the ACM 3(4):184-195.
- McCarthy, J. 1963a "A basis for a mathematical theory of computation". In Computer Programming and formal systems. North-Holland.
- McCarthy, J. 1963b. Situations, actions, and causal laws. Technical report, Stanford University.
- McCarthy, J., and Hayes, P. J. 1969. Some philosophical problems from the standpoint of artificial intelligence at the Wayback Machine (archived ngày 25 tháng 8 năm 2013). In Meltzer, B., and Michie, D., eds., Machine Intelligence 4. Edinburgh: Edinburgh University Press. 463-502.
- McCarthy, J. 1977. "Epistemological problems of artificial intelligence". In IJCAI, 1038-1044.
- McCarthy, J (1980). "Circumscription: A form of non-monotonic reasoning". Artificial Intelligence. Quyển 13 số 1–2. tr. 23–79. doi:10.1016/0004-3702(80)90011-9.
- McCarthy, J (1986). "Applications of circumscription to common sense reasoning". Artificial Intelligence. Quyển 28 số 1. tr. 89–116. doi:10.1016/0004-3702(86)90032-9.
- McCarthy, J. 1990. "Generality in artificial intelligence". In Lifschitz, V., ed., Formalizing Common Sense. Ablex. 226-236.
- McCarthy, J. 1993. "Notes on formalizing context". In IJCAI, 555-562.
- McCarthy, J., and Buvac, S. 1997. "Formalizing context: Expanded notes". In Aliseda, A.; van Glabbeek, R.; and Westerstahl, D., eds., Computing Natural Language. Stanford University. Also available as Stanford Technical Note STAN-CS-TN-94-13.
- McCarthy, J. 1998. "Elaboration tolerance". In Working Papers of the Fourth International Symposium on Logical formalizations of Commonsense Reasoning, Commonsense-1998.
- Costello, T., and McCarthy, J. 1999. "Useful counterfactuals". Electronic Transactions on Artificial Intelligence 3(A):51-76
- McCarthy, J. 2002. "Actions and other events in situation calculus". In Fensel, D.; Giunchiglia, F.; McGuinness, D.; and Williams, M., eds., Proceedings of KR-2002, 615-628.

## Tham Khảo
1. ↑   Cuộc trò chuyện trên đỉnh cao của kiến thức và khám phá, với Jeffrey Mishlove
2. ↑  McCarthy, John. "Professor John McCarthy". jmc.stanford.edu.
3. ↑  "John McCarthy – A.M. Turing Award Laureate". amturing.acm.org (bằng tiếng Anh).
4. ↑  "Professor John McCarthy - Contributions and Impact". Stanford University.
5. ↑  Shasha, Dennis; Lazere, Cathy (1998). Out of Their Minds: The Lives and Discoveries of 15 Great Computer Scientists. Springer. tr. 23. Truy cập ngày 27 tháng 2 năm 2016.
6. ↑  "Leading academic who coined the term 'artificial intelligence'". The Irish Times (bằng tiếng Anh). Truy cập ngày 28 tháng 1 năm 2016.
7. ↑  "History of Computers and Computing, Birth of the modern computer, Software history, LISP of John McCarthy". history-computer.com. Bản gốc lưu trữ ngày 3 tháng 1 năm 2020. Truy cập ngày 28 tháng 1 năm 2016.
8. 1 2 3  Woo, Elaine (ngày 28 tháng 10 năm 2011). "John McCarthy dies at 84; the father of artificial intelligence". Los Angeles Times.
9. ↑  Hayes, Patrick J.; Morgenstern, Leora (2007). "On John McCarthy's 80th Birthday, in Honor of his Contributions". AI Magazine. Quyển 28 số 4. Association for the Advancement of Artificial Intelligence. tr. 93–102. Truy cập ngày 24 tháng 11 năm 2010.
10. ↑  Williams, Sam (ngày 5 tháng 3 năm 2002). Arguing A.I.: The Battle for Twenty-first-Century Science. AtRandom. ISBN 081299180X.
11. ↑  Lester Earnest. "A. M. Turing award: John McCarthy, United States – 1971". ACM. Truy cập ngày 5 tháng 9 năm 2012.
12. ↑  Hackers, Heroes of the Computer Revolution
13. 1 2  Roberts, Jacob (2016). "Thinking Machines: The Search for Artificial Intelligence". Distillations. Quyển 2 số 2. tr. 14–23. Truy cập ngày 20 tháng 3 năm 2018.
14. ↑  McCarthy, John (1960). "Recursive Functions of Symbolic Expressions and Their Computation by Machine". Communications of the ACM. Quyển 3 số 4. tr. 184–195. doi:10.1145/367177.367199.
15. ↑  McCarthy, John (tháng 8 năm 1959). "Letter to the editor". Communications of the ACM. Quyển 2 số 8. tr. 2–3. doi:10.1145/368405.1773349.
16. ↑  "Recursive functions of symbolic expressions and their computation by machine". Communications of the ACM. tháng 4 năm 1960. Truy cập ngày 29 tháng 3 năm 2009.
17. ↑  "Recursive functions of symbolic expressions and their computation by machine, Part I". Bản gốc lưu trữ ngày 4 tháng 10 năm 2013. Truy cập ngày 24 tháng 11 năm 2013.
18. ↑  Garfinkel, Simson (1999). Abelson, Hal (biên tập). Architects of the Information Society, Thirty-Five Years of the Laboratory for Computer Science at MIT. Cambridge: MIT Press. tr. 1. ISBN 978-0-262-07196-3.
19. ↑   McCarthy, John (1 tháng 8 năm 1994). "Re: SPACE CẦU NGẮN". Đăng bài trong nhóm tin Usenet: sci.space.tech.
20. ↑  McCarthy, John (ngày 4 tháng 2 năm 1995). "Progress and its sustainability". formal.stanford.edu. Bản gốc lưu trữ ngày 4 tháng 10 năm 2013. Truy cập ngày 24 tháng 11 năm 2013.
21. ↑  "He who refuses to do arithmetic is doomed to talk nonsense" (Usenet newsgroup sci.environment search).
22. ↑  "John McCarthy, 84, Dies; Computer Design Pioneer". The New York Times. ngày 26 tháng 10 năm 2011.
23. ↑  "Tree of John McCarthy students for the Computer History Exhibits". infolab.Stanford.edu. ngày 21 tháng 4 năm 2012. Bản gốc lưu trữ ngày 9 tháng 12 năm 2013. Truy cập ngày 24 tháng 11 năm 2013.
24. ↑  McCarthy, John (ngày 28 tháng 6 năm 2001). "The Robot and the Baby". formal.stanford.edu. Bản gốc lưu trữ ngày 4 tháng 10 năm 2013. Truy cập ngày 24 tháng 11 năm 2013.
25. ↑  Thomson, Cask J. (ngày 26 tháng 10 năm 2011). "The Death of TRUE Tech Innovators D. Ritchie & J. McCarthy – Yet the Death of Steve Jobs Overshadows All". WordsWithMeaning blog. Bản gốc lưu trữ ngày 26 tháng 4 năm 2012.
26. ↑  Markoff, John (ngày 25 tháng 10 năm 2011). "John McCarthy, 84, Dies; Computer Design Pioneer". The New York Times.
27. ↑  "Biography of Carolyn Talcott". Stanford University. Bản gốc lưu trữ ngày 2 tháng 12 năm 2013.
28. ↑  "About John McCarthy". Stanford University. Bản gốc lưu trữ ngày 4 tháng 10 năm 2013. Truy cập ngày 1 tháng 2 năm 2013.
29. ↑  McCarthy, John (ngày 7 tháng 3 năm 2003). "Commentary on World, US, and scientific affairs". Stanford University. Bản gốc lưu trữ ngày 4 tháng 10 năm 2013. Truy cập ngày 1 tháng 2 năm 2013. By the way I'm an atheist.
30. ↑  Earnest, Les. "Biographies of John McCarthy". Stanford University. Bản gốc lưu trữ ngày 11 tháng 6 năm 2016. Truy cập ngày 14 tháng 2 năm 2016.
31. ↑  Myers, Andrew (ngày 25 tháng 10 năm 2011). "Stanford's John McCarthy, seminal figure of artificial intelligence, dies at 84". Stanford University News. Truy cập ngày 26 tháng 10 năm 2011.
32. ↑   McCarthy, J. (1979) Mô tả phẩm chất tinh thần cho máy móc. Trong: Quan điểm triết học trong trí tuệ nhân tạo, ed. M. Ringle. Tây Nguyên Đại Tây Dương, NJ: Báo chí Nhân văn.
33. ↑  Searle, John R (1980). "Minds, brains, and programs". Behavioral and Brain Sciences. Quyển 3 số 3. tr. 417–457. doi:10.1017/s0140525x00005756.
34. ↑  "President's National Medal of Science: Recipient Details 1990". National Science Foundation. ngày 14 tháng 2 năm 2006. Truy cập ngày 27 tháng 9 năm 2012.
35. ↑  CHM. "John McCarthy – CHM Fellow Award Winner". Bản gốc lưu trữ ngày 3 tháng 4 năm 2015. Truy cập ngày 30 tháng 3 năm 2015. Lưu trữ ngày 3 tháng 4 năm 2015 tại Wayback Machine
36. ↑  "AI's Hall of Fame" (PDF). IEEE Intelligent Systems. Quyển 26 số 4. IEEE Computer Society. 2011. tr. 5–15. doi:10.1109/MIS.2011.64. Bản gốc (PDF) lưu trữ ngày 16 tháng 12 năm 2011. Truy cập ngày 11 tháng 1 năm 2019.
37. ↑  "IEEE Computer Society Magazine Honors Artificial Intelligence Leaders". DigitalJournal.com. ngày 24 tháng 8 năm 2011. Truy cập ngày 18 tháng 9 năm 2011. Press release source: PRWeb (Vocus).
38. ↑  Beckett, Jamie (ngày 2 tháng 12 năm 2012). "Stanford School of Engineering names new engineering heroes". Stanford News. Truy cập ngày 2 tháng 12 năm 2012.

## Đọc Thêm
- Philip J. Hilts, Nhiệt độ khoa học: Ba cuộc đời trong khoa học đương đại, Simon và Schuster, 1982.  Hồ sơ dài của John McCarthy, nhà vật lý Robert R. Wilson và nhà di truyền học Mark Ptashne.
- Pamela McCorduck, Machines Who Think: một cuộc điều tra cá nhân về lịch sử và triển vọng của trí tuệ nhân tạo, 1979, phiên bản thứ hai 2004.
- Pamela Weintraub, biên soạn, Phỏng vấn Omni, New York: Ticknor và các lĩnh vực, 1984.  Thu thập các cuộc phỏng vấn ban đầu được công bố trên tạp chí Omni; chứa một cuộc phỏng vấn với McCarthy.

## Liên kết khác
| Trước bởi </br> Lucy soman | Huy chương Benjamin Franklin về Khoa học Máy tính và Nhận thức </br> 2003 | Thành công bởi </br> Richard M. Karp |